# Gerbillus watersi
Gerbillus watersi là một loài động vật có vú trong họ Chuột, bộ Gặm nhấm. Loài này được de Winton mô tả năm 1901.

## Hình ảnh

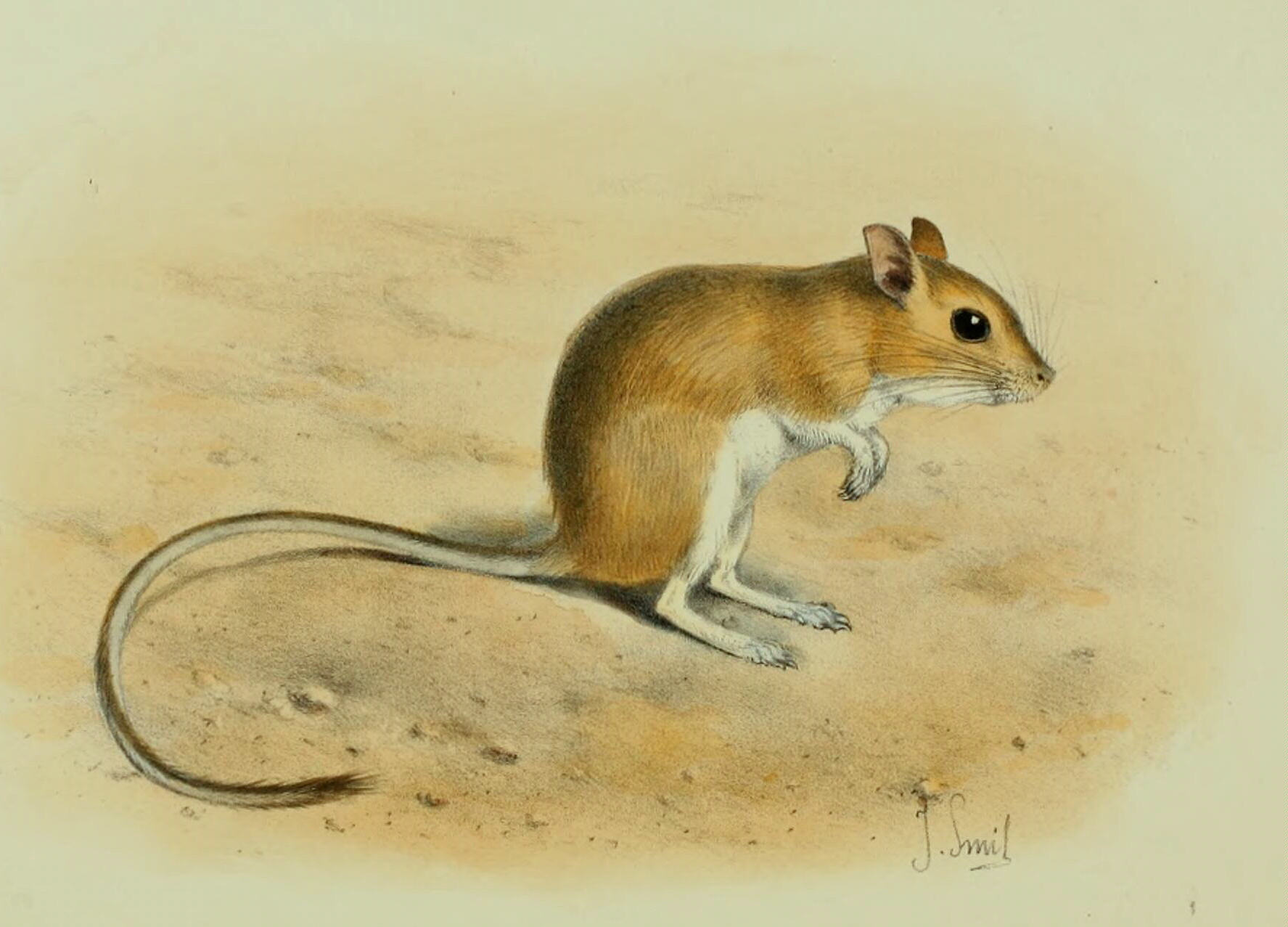